# Nor Haykadjur
Nor Haykadjur (in armeno Նոր Հայկաջուր?, in azero Boyahmedlı) è una piccola comunità rurale del distretto di Tərtər, in Azerbaigian, fino al 2020 appartenente alla regione di Martakert nella repubblica di Artsakh (fino al 2017 denominata repubblica del Nagorno Karabakh).

## Geografia umana
Il paese nel 2005 contava poco più di ottanta abitanti e si trova nella parte pianeggiante sud orientale della regione non molto lontana dalla ex linea di contatto con l'Azerbaigian, tra le comunità di Nor Maragha e Nor Karmiravan.